# Cadena Dial
Cadena Dial es una emisora de radio española propiedad del Grupo Prisa, que emite exclusivamente música pop en español. Este consorcio fue la primera cadena de empresas en crear un espacio de comunicación, educación, entretenimiento y de cultura en España. A Prisa Radio pertenecen además las emisoras de la Cadena SER y las radiofórmulas Los 40, Los 40 Classic, Los 40 Dance, Los 40 Urban y Radiolé. Cadena Dial comenzó sus emisiones el 3 de septiembre de 1990. El 7 de abril de 2017, Cadena Dial, se estrenó en TDT, junto con Los 40 y la Cadena SER, de manera que se puede escuchar en el televisor. Sus estudios centrales están en Madrid, aunque posee 107 frecuencias repartidas por toda España. Su formato es AC por lo que está dirigido  a una audiencia familiar tanto para jóvenes cómo para adultos. Su perfil de oyente mayoritario son mujeres de 35 a 65 años. Es la tercera emisora de radio musical más escuchada del país con 1.662.000 oyentes, según la segunda ola del EGM de 2025, solo por detrás de Los 40 y Cadena 100.
 Se puede sintonizar a través de la radio FM, la TDT, Internet, DVB-S y su aplicación para dispositivos móviles. En dicha aplicación pueden escucharse además diferentes emisoras: Dial Baladas, Dial Esencial, Dial Latino y Dial Mini.

## Historia
Comenzó a finales de los años 80 como Radio Corazón, siendo una radio local en Madrid que mezclaba micro espacios de belleza, psicología, consejos, trucos de cocina y noticias con música siempre en castellano, era una especie de revista sonora de belleza y moda. Dirigida por Lola Barranco, y con Ana Arce como Jefa de Programas, llevaron este formato a otras emisoras de radio locales con locutoras como Yolanda López, María Quirós, Montserrat Domínguez y Esther García, entre otras. En Barcelona, Radio Corazón que emitía en mono fónico, dedicó sus emisiones a la música nacional (folclore y pop) con programas como "El Tocadiscos Flamenco" (presentado y dirigido por Ricardo Romero senior). Las radionovelas, la radio formula, "El Despertador" (presentado y dirigido por David Montes), a Mi Manera (presentado y dirigido por Javier Artigas), durante unos años, protagonizaron las ondas con unos índices de audiencia muy considerables. Algunas de las voces de aquella época fueron también: Pedro Parreño (entrevistas y radio formula), Pedro Blázquez (programa de música especializada), Pedro Bernal (modélico profesional desaparecido en 2005), entre otros y otras. La dirección de las emisiones estuvo a cargo de Montserrat Pérez Lancho. La intención, siempre fue, crear una emisora que impulsara la música en español, pero en esos años las compañías no hacían suficientes lanzamientos discográficos para ese perfil de oyentes en nuestro idioma por lo que la Directora viaja a México, Venezuela, Colombia y Miami buscando el apoyo de medios y discográficas latinos.
Finalmente, el periplo culmina con una campaña publicitaria de lanzamiento de la nueva cadena radiofónica en 1990 liderada por Julio Iglesias (que además apadrina sus Estudios centrales de la Gran Vía) y apoyada por grandes figuras de la canción entre los que destacan entre otros, Rocío Jurado y Raphael.
El 3 de septiembre de 1990, Radio Corazón desapareció y pasó a ser Cadena Dial.
Lola Barranco es nombrada Directora de Planificación de Tele 5 y deja su cargo de Directora de Cadena Dial. En 1993 llegó de Sevilla Francisco Herrera para dirigirla y cambió completamente los programas y los locutores, abriéndose más emisoras que pasarían a formar parte de la cadena. Cambiaron la emisora a una selección limitada de música en español.

## Gala de losPremios de Cadena Dial

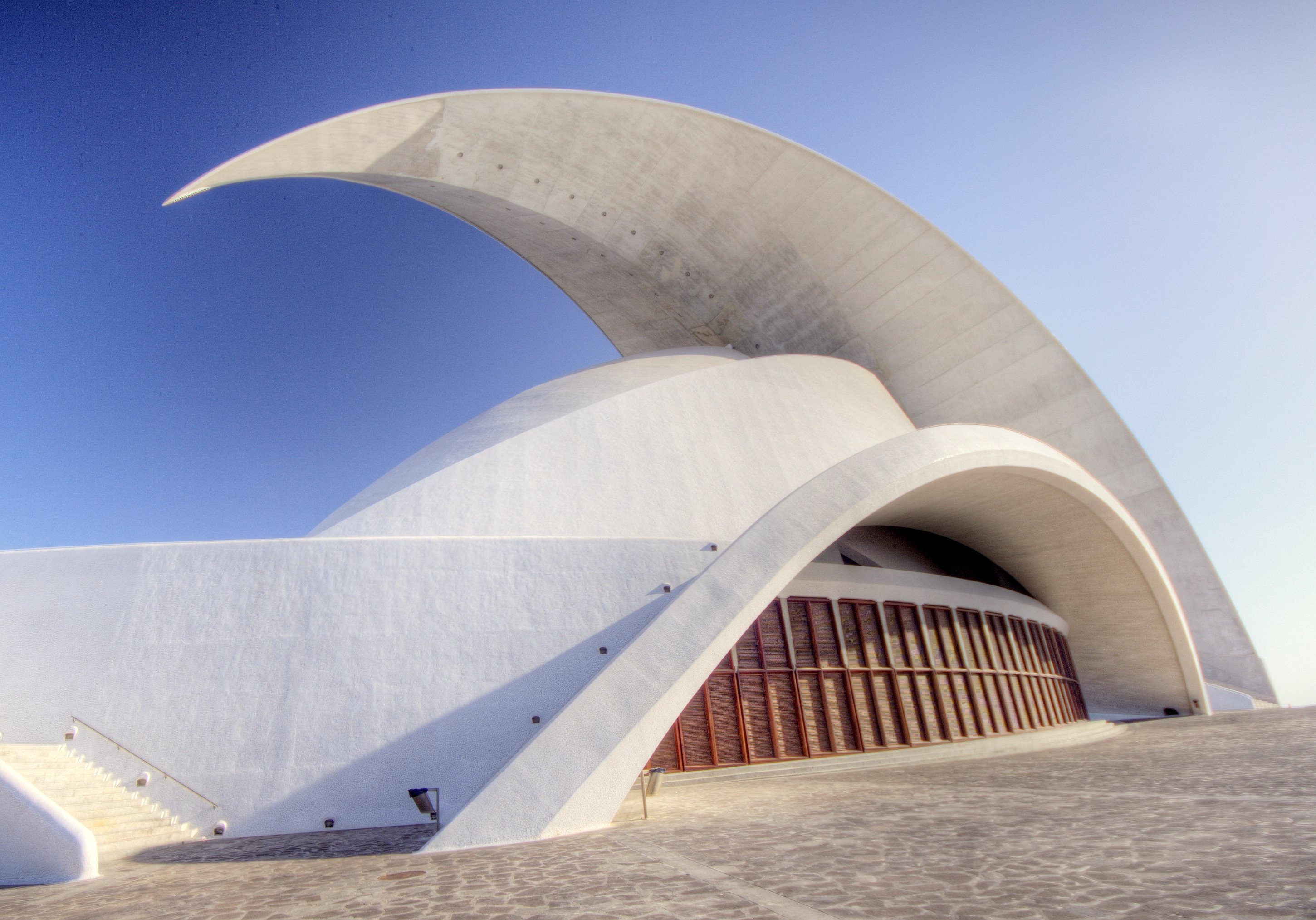
Edificio del Auditorio de Tenerife, lugar donde se entregan los premios.

Desde 1996 esta emisora entrega los Premios Dial a los artistas y grupos en lengua española que más éxito han tenido. Hasta 2006 estos premios se entregaban en Madrid, pero a partir de 2007 la sede de los Premios Dial es la ciudad de Santa Cruz de Tenerife (Islas Canarias), donde se celebran cada año en el moderno Auditorio de Tenerife. Varias galas de los premios de Cadena Dial se han celebrado en este auditorio de la capital canaria reuniendo a diversos cantantes latinos nacionales e internacionales, entre ellos Malú, Laura Pausini, Chayanne, Amaral, Amaia Montero, Beatriz Luengo, Camila, Estopa, Ana Torroja, Luis Fonsi, Manolo García, Melocos, Melendi, La Oreja de Van Gogh, Pitingo, Rosario y Sergio Dalma entre otros. Además, rostros conocidos del mundo del espectáculo, la televisión y la radio han entregado los galardones: Paz Vega, Santi Millán, Fernando Tejero, Marta Torné, José Mari Manzanares, Elena Rivera, José Ramón de la Morena, Pablo Motos y Gemma Nierga. Desde 2007 es oficial que la entrega de los premios de Cadena Dial sea en este edificio. Uno de los actos singulares de esta gala es el paseo de los cantantes por la alfombra verde de Cadena Dial, instalada a los pies del auditorio.
El 7 de marzo de 2015 hubo una entrega de los Premios Dial desde Valladolid, celebrados en el auditorio Miguel Delibes.
El responsable de la cadena subrayó la repercusión internacional de los Premios Dial que llega al otro lado del Atlántico a través de la red de emisoras de Unión Radio; Bésame Radio en Colombia, México y Costa Rica, en Chile por la cadena de radio FM Dos, en la cadena AM Radio Continental de Argentina y en las emisoras de LOS40 de Panamá, Argentina, Chile, Guatemala y Ecuador.
Además, cada año la gala es retransmitida por televisión, en la Televisión Canaria (solo cuando la gala se celebra desde Canarias) y en uno de los diferentes canales que emiten en abierto a nivel nacional de España en TDT perteneciente a Mediaset España, televisión que es la encargada de dar difusión a este acto en cobertura nacional e internacional.
Igualmente, cada año la gala es transmitida por las siguientes emisoras de radio (no está claro si fuera de España se emite en directo o diferido, depende de país y cambio horario):
| RADIO | ArgentinaRadio Continental, LOS40 ChileLOS40 ColombiaLOS40 - Bésame Radio Colombia Costa RicaLOS40 - Bésame Radio Costa Rica EcuadorLOS40 EspañaCadena DIAL Estados UnidosRadio Caracol 1260 - Miami, W Radio 690 Los Ángeles GuatemalaLOS40 MéxicoLOS40 PanamáLOS40 ParaguayLOS40 República DominicanaLOS40 |

## Frecuencias
Indicativo RDS PS: "DIAL" o "CAD-DIAL". RDS PI (General): E237. Otros PI: E274, E437, E537

### FM

#### Andalucía
- Alcaudete/ Priego de Córdoba: 92.5 FM
- Algeciras: 90.2 FM
- Almería: 96.2 FM
- Condado de Huelva: 95.6 FM
- Arahal: 99.0 FM
- Arcos de la Frontera: 88.5 FM
- Baza/Pozo Alcón: 91.8 FM
- Bahía de Cádiz: 99.9 FM
- Córdoba: 88.4 FM
- Osuna: 95.4 FM
- Granada: 92.8 FM
- Íllora: 102.1 FM
- Jaén: 98.9 FM
- Lucena: 97.3 FM
- Málaga: 93.1 FM
- Mojácar: 91.8 FM
- Motril: 96.1 FM
- Porcuna: 102.6 FM
- Ronda: 88.9 FM
- Sevilla: 102.4 FM
- La Janda: 106.0 FM
- Vélez-Málaga: 94.5 FM
- Villacarrillo: 90.6 FM

#### Andorra
- Andorra la Vieja: 88.1 FM

#### Aragón
- Bajo Aragón: 95.1 FM
- Benabarre: 101.1 FM
- Binéfar: 92.3 FM
- Ejea de los Caballeros: 100.9 FM
- Huesca: 95.8 FM
- Teruel: 93.0 FM
- Zaragoza: 97.1 FM

#### Asturias
- Boal: 98.3 FM
- Oviedo: 91.1 FM

#### Canarias
- Arrecife: 89.4 FM
- Las Palmas de Gran Canaria: 103.8 FM
- Los Cristianos: 88.9 FM
- Los Realejos: 91.6 FM
- Santa Cruz de Tenerife: 87.8 FM
- Tazacorte: 100.1 FM
- Telde: 101.4 FM

#### Cantabria
- Santander: 90.3 FM

#### Castilla-La Mancha
- Albacete: 98.3 FM
- Brihuega: 106.6 FM
- Cuenca: 99.4 FM
- Ciudad Real: 96.2 FM
- Guadalajara: 96.2 FM
- Herencia: 103.2 FM
- Puertollano: 89.2 FM
- Socuéllamos: 97.8 FM
- Talavera de la Reina: 102.9 FM
- Tarancón: 105.2 FM
- Toledo: 95.4 FM
- Valdepeñas: 90.3 FM

#### Castilla y León
- Aranda de Duero: 89.4 FM
- Ávila: 96.4 FM
- Burgos: 94.3 FM
- El Bierzo: 88.2 FM
- León: 94.3 FM
- Lumbrales: 99.6 FM
- Palencia: 89.6 FM
- Salamanca: 99.3 FM
- Segovia: 94.8 FM
- Valladolid: 100.4 FM
- Zamora: 100.8 FM

#### Cataluña
- Barcelona: 99.4 FM
- Palafrugell: 95.1 FM
- Lérida: 98.4 FM
- Manresa: 106.8 FM
- San Pedro de Ribas: 98.8 FM
- Tarragona: 92.4 FM
- Tortosa: 93.2 FM

#### Comunidad de Madrid
- Alcobendas: 102.3 FM
- Collado Villalba: 96.2 FM
- Fuenlabrada: 92.1 FM
- Madrid: 91.7 FM

#### Comunidad Valenciana
- Alcoy: 95.0 FM
- Alicante: 93.2 FM
- Benidorm: 91.4 FM
- Castellón: 97.1 FM
- Gandía: 97.9 FM
- Valencia: 98.4 FM

#### Extremadura
- Badajoz: 93.5 FM
- Cáceres: 97.0 FM
- Don Benito: 97.3 FM
- Trujillo: 95.5 FM
- Zafra: 92.7 FM

#### Galicia
- Carballo: 88.5 FM
- La Coruña: 98.5 FM
- Lugo: 90.8 FM
- Orense: 96.1 FM
- Pontevedra: 91.4 FM
- Santiago de Compostela: 97.5 FM
- Vigo: 96.8 FM

#### Islas Baleares
- Mallorca: 98.4 FM
- Menorca: 98.2 FM

#### La Rioja
- Alfaro: 100.2 FM
- Haro: 91.4 FM

#### Melilla
- Melilla: 101.1 FM

#### Navarra
- Pamplona: 96.3 FM

#### País Vasco
- Bilbao: 92.7 FM
- San Sebastián: 105.2 FM
- Vitoria: 89.9 FM

#### Región de Murcia
- Cartagena: 95.4 FM
- Guadalentín: 98.9 FM
- Murcia: 103.9 FM
- Yecla: 89.4 FM

### TDT
- Red de cobertura estatal: RGE2